# Campionati mondiali juniores di biathlon
I Campionati mondiali juniores di biathlon sono una competizione sportiva organizzata dalla federazione internazionale International Biathlon Union (IBU), in cui si assegnano i titoli mondiali giovanili delle diverse specialità del biathlon. Si disputano ogni anno e sono articolati in due categorie: juniores e giovanili. 
La categoria juniores comprende atleti che, al 31 dicembre dell'anno sportivo che inizia il 1º novembre, non hanno ancora compiuto 21 anni. 
La categoria giovanile comprende atleti che, alla stessa data, non hanno ancora compiuto 19 anni. 
Ad esempio per i mondiali del 2014 a Presque Isle gareggiano nella categoria juniores gli atleti nati nel 1993 e 1994, in quella giovanile i nati nel 1995 e 1996. 
La prima edizione si tenne nel 1967 ad Altenberg, in Germania Est, con competizioni esclusivamente maschili; le donne furono ammesse dal 1989. Fino al 1988 la manifestazione si svolgeva nella stessa località che ospitava i Mondiali seniores, salvo che negli anni olimpici nei quali tale manifestazione non si tenne.

## Edizioni
| Anno | Città                | Nazione          |
| ---- | -------------------- | ---------------- |
| 1967 | Altenberg            | Germania Est     |
| 1968 | Luleå                | Svezia           |
| 1969 | Zakopane             | Polonia          |
| 1970 | Östersund            | Svezia           |
| 1971 | Hämeenlinna          | Finlandia        |
| 1972 | Linthal              | Svizzera         |
| 1973 | Lake Placid          | Stati Uniti      |
| 1974 | Minsk                | Unione Sovietica |
| 1975 | Anterselva           | Italia           |
| 1976 | Minsk                | Unione Sovietica |
| 1977 | Vingrom              | Norvegia         |
| 1978 | Hochfilzen           | Austria          |
| 1979 | Ruhpolding           | Germania Ovest   |
| 1980 | Sarajevo             | Jugoslavia       |
| 1981 | Lahti                | Finlandia        |
| 1982 | Minsk                | Unione Sovietica |
| 1983 | Anterselva           | Italia           |
| 1984 | Chamonix             | Francia          |
| 1985 | Egg am Etzel         | Svizzera         |
| 1986 | Falun                | Svezia           |
| 1987 | Lahti                | Finlandia        |
| 1988 | Chamonix             | Francia          |
| 1989 | Voss                 | Norvegia         |
| 1990 | Sodankylä            | Finlandia        |
| 1991 | Galyatető            | Ungheria         |
| 1992 | Canmore              | Canada           |
| 1993 | Ruhpolding           | Germania         |
| 1994 | Osrblie              | Slovacchia       |
| 1995 | Andermatt            | Svizzera         |
| 1996 | Kontiolahti          | Finlandia        |
| 1997 | Forni Avoltri        | Italia           |
| 1998 | Valcartier           | Canada           |
| 1999 | Pokljuka             | Slovenia         |
| 2000 | Hochfilzen           | Austria          |
| 2001 | Chanty-Mansijsk      | Russia           |
| 2002 | Val Ridanna          | Italia           |
| 2003 | Kościelisko          | Polonia          |
| 2004 | Alta Moriana         | Francia          |
| 2005 | Kontiolahti          | Finlandia        |
| 2006 | Presque Isle         | Stati Uniti      |
| 2007 | Val Martello         | Italia           |
| 2008 | Ruhpolding           | Germania         |
| 2009 | Canmore              | Canada           |
| 2010 | Torsby               | Svezia           |
| 2011 | Nové Město na Moravě | Rep. Ceca        |
| 2012 | Kontiolahti          | Finlandia        |
| 2013 | Obertilliach         | Austria          |
| 2014 | Presque Isle         | Stati Uniti      |
| 2015 | Minsk-Raubichi       | Bielorussia      |
| 2016 | Cheile Grădiştei     | Romania          |
| 2017 | Osrblie              | Slovacchia       |
| 2018 | Otepää               | Estonia          |
| 2019 | Osrblie              | Slovacchia       |
| 2020 | Lenzerheide          | Svizzera         |
| 2021 | Obertilliach         | Austria          |
| 2022 | Soldier Hollow       | Stati Uniti      |
| 2023 | Shchuchinsk          | Kazakistan       |
| 2024 | Otepää               | Estonia          |
| 2025 | Östersund            | Svezia           |
| 2026 | Arber                | Germania         |